# Pristimantis serendipitus
Pristimantis serendipitus es una especie de anfibio anuro de la familia Craugastoridae.

## Distribución
Esta especie habita entre los 1 700 y 1 850 m de altitud:
- en Ecuador en la Cordillera La Curintza en la provincia de Zamora-Chinchipe;
- en Perú en la Cordillera Colán y la Cordillera Central en la región de Amazonas.[4]

## Descripción
Los machos miden de 20.4 a 21.2 mm.

## Publicación original
- Duellman & Pramuk, 1999 : Frogs of the genus Eleutherodactylus (Anura: Leptodactylidae) in the Andes of northern Peru. Scientific Papers Natural History Museum the University of Kansas, n.º 13, p. 1-78[5]